# Hjallerup (dokumentarfilm)
Hjallerup er en dansk dokumentarfilm fra 1988 instrueret af Jens Staal.

## Handling
Reportage fra Nordeuropas største og ældste hestemarked, maj 1986.